# جونيور بونسي
جونيور بونسي (بالإسبانية: Junior Ponce)‏ (16 فبراير 1994 بكاياو في بيرو - ) هو مدرب كرة قدم وحكم كرة قدم ولاعب كرة قدم بيروفي في مركزي الهجوم والوسط. لعب مع أليانزا ليما ونادي فيتوريا سيتوبال ونادي هوفنهايم وإسبورتي بيلوتاس ‏ وClub Deportivo Universidad de San Martín de Porres ‏.

## وصلات خارجية
- جونيور بونسي على موقع قاعدة بيانات كرة القدم.إي يو (الإنجليزية)
- جونيور بونسي على موقع Soccerway.com (الإنجليزية)
- جونيور بونسي على موقع عالم كرة القدم.نت (الإنجليزية)
- جونيور بونسي على موقع AS.com (الإسبانية)